# Иванов, Гавриил Николаевич
Гаврии́л Никола́евич Ивано́в (8 марта 1861, Москва — 4 августа 1935, Москва) — русский и советский архитектор.

## Биография
Первоначально служил поручиком на военной службе.
В 1887 году получил свидетельство на право ведения строительных работ.
В 1890-х годах осуществлял строительные работы во владениях самолётостроительного акционерного общества «Дукс». Был близок к театральным кругам, дружил с актрисой М. Н. Ермоловой.
В 1910-х годах состоял архитектором Средних торговых рядов, архитектором Пассажа и Театра Г. Г. Солодовникова, архитектором Московского бегового общества.
Похоронен на Армянском кладбище.

## Проекты и постройки
- Постройки акционерного общества «Дукс» (1890-е, Москва, 3-я улица Ямского Поля, 9/3)
- Доходный дом К. С. Клингсланда (1902, Москва, Большой Козихинский переулок, 10)
- Конкурсный проект расширения трибун и Беговой беседки в Петровском парке, совместно с П. А. Заруцким (1910, 1-я премия), не осуществлён